# Schleswig-Holstein (Schiff, 2011)
Die Schleswig-Holstein ist eine Doppelendfähre der Wyker Dampfschiffs-Reederei Föhr-Amrum (W.D.R.).

## Geschichte
Die Schleswig-Holstein wurde 2011 auf der Neptun-Werft in Rostock gebaut. Die Kiellegung erfolgte am 2. Mai 2011 und die Übergabe am 1. Dezember 2011 in Rostock. Die Taufe fand am 30. Dezember 2011 in Wyk statt. Seit dem 20. Dezember 2011 verbindet sie den Festlandhafen Dagebüll mit Wyk auf Föhr und Wittdün auf Amrum. Es ist der 29. Neubau der Reederei seit 1885.
Mit Indienststellung der neuen Schleswig-Holstein wurden die W.D.R.-Fähren Uthlande und  Insel Amrum stillgelegt bzw. verkauft.

## Besonderheiten
Die Schleswig-Holstein ist von außen mit ihrem Schwesterschiff Uthlande nahezu identisch, lediglich im inneren Bereich wurden einige Änderungen vorgenommen.
Das Ein- und Ausschiffen der Fahrgäste auf die Schleswig-Holstein und die Uthlande erfolgt nicht mehr über das Fahrzeugdeck, sondern über von den Molen aus zugeführte barrierefreie Fußgängerrampen, welche seit Ende August 2012 in Betrieb sind.
Das bisherige zeitaufwändige Wenden in den Hafenbecken sollte künftig entfallen, was sich aber zumindest bei Fahrten über alle drei Häfen und zurück nicht verwirklichen lässt. Die Kapazität der neuen Schleswig-Holstein ist, wie bei ihrem Schwesterschiff Uthlande V, gegenüber den bisherigen W.D.R.-Fähren erhöht.
Seit Ende 2011 gibt es auf der Fähre wieder einen Schiffsbriefkasten, der zweimal in der Woche geleert wird. Die Sendungen erhalten einen ovalen Stempel „DEUTSCHE SCHIFFSPOST“ der Fährverbindung (Dagebüll–Föhr–Amrum).
Das Schiff erhielt 2013 den „Blauen Engel“ für umweltschonenden Schiffsbetrieb.